# Джон Рудницький
Джон Рудницький (англ. Jon Rudnitsky; нар. 22 листопада 1989, Гаррінґтон-Парк, Нью-Джерсі, США) — американський актор, сценарист та комік.

## Життєпис
Народився 22 листопада 1989 року в місті Гаррінґтон-Парк, штат Нью-Джерсі, в єврейській родині. Дядько, брат матері, Міхаель Орен — колишній посол Ізраїлю у США.
Джон Рудницький закінчив державну середню школу в рідному місті, вивчав акторську майстерність в Південно-Каліфорнійському університеті.
Виступав у комедійному гурті «The Groundlings» в Лос-Анджелесі, штат Каліфорнія.
У 2011 році дебютував у кіно, знявся в короткометражці «Мафіозі», а в 2012 році деб'ютував на телебаченні, в телесеріалі «Криміналісти: мислити як злочинець». 

## Фільмографія
| Рік       |    | Українська назва                       | Оригінальна назва              | Роль                              |
| --------- | -- | -------------------------------------- | ------------------------------ | --------------------------------- |
| 2011      | кф | Мафіозі                                | A Made Man                     | голос за кадром                   |
| 2012      | с  | Криміналісти: мислити як злочинець     | Criminal Minds                 | Кайл Овенс (Епізод: "Perennials") |
| 2013      | кф | Єврейські голодні ігри                 | The Jewish Hunger Games        | Піта Хумус / Еффі Трінкет         |
| 2014      | ф  | Двобітний вальс                        | Two-Bit Waltz                  | The Boy                           |
| 2015—2016 | с  | Суботнього вечора в прямому ефірі      | Saturday Night Live            | різні ролі (21 епізод)            |
| 2017      | ф  | Знову вдома                            | Home Again                     | Джордж Епплтон                    |
| 2017      | с  | Червоні дуби                           | Red Oaks                       | Бретт (Епізод: "Paroled")         |
| 2017      | с  | Угамуй свій запал                      | Curb Your Enthusiasm           | офіціант (Епізод: "Namaste")      |
| 2018      | ф  | Підстава                               | Set It Up                      | Майк                              |
| 2018      | с  | Чемпіони                               | Champions                      | Ашер (3 епізоди)                  |
| 2018      | ф  | Без дурнів                             | Nobody's Fool                  | Бенджі                            |
| 2019      | с  | Пастка-22                              | Catch 22                       | Макветт (5 епізодів)              |
| 2020      | ф  | Все моє життя                          | All My Life                    | бармен Кріс                       |
| 2021      | с  | Угамуй свій запал                      | Curb Your Enthusiasm           | Аса (Епізод: "Irma Kostroski")    |
| 2022      | с  | Світ Юрського періоду: Крейдовий табір | Jurassic World Camp Cretaceous | Сайрус (5 епізодів)               |
| 2023      | мф | Бажання                                | Wish                           | Даріо (озвучення)                 |
| 2024      | ф  | Наша маленька таємниця                 | Our Little Secret              | Кемерон                           |